# Angelina Sergejewna Schuk-Krasnowa
Angelina Sergejewna Schuk-Krasnowa (russisch Ангелина Сергеевна Жук-Краснова, engl. Transkription Angelina Zhuk-Krasnova; * 7. Februar 1991 in Irkutsk) ist eine russische Stabhochspringerin, die seit 2022 für die Republik Moldau antritt.

## Sportliche Laufbahn
2013 wurde sie Fünfte bei den Halleneuropameisterschaften in Göteborg, siegte bei den U23-Europameisterschaften in Tampere und wurde Siebte bei den Weltmeisterschaften in Moskau. 2014 gewann sie Bronze bei den Europameisterschaften in Zürich und wurde Zweite beim Leichtathletik-Continentalcup in Marrakesch. Bei den Halleneuropameisterschaften in Prag wurde sie Vierte.
Nachdem Russland vom Weltverband 2016 gesperrt wurde, bestritt sie in diesem Jahr keine offiziellen Wettkämpfe und verpasste somit auch die Olympischen Spiele in Rio de Janeiro. Auch 2017 durfte sie keine internationalen Wettkämpfe bestreiten.

## Persönliche Bestleistungen
- Stabhochsprung: 4,70 m, 13. Juli 2013, Tampere
  - Halle: 4,67 m, 25. Februar 2015, Metz